# Diecezja Saint Catharines
Diecezja Saint Catharines – diecezja rzymskokatolicka w Kanadzie. Została erygowana w 1958.

## Biskupi ordynariusze
- Thomas Joseph McCarthy (1958–1978)
- Thomas Benjamin Fulton (1978–1994)
- John Aloysius O’Mara (1994–2001)
- James Matthew Wingle (2001–2010)
- Gerard Bergie (2010–)